# Eva Valiño
Eva Valiño (Barcelona, 29 de julio de 1969) es una sonidista y cineasta española. En 2004, ganó el Premio Goya al mejor sonido por la película Te doy mis ojos, de la directora Icíar Bollaín. En 2025, volvió a ganar otro Premio Goya al mejor sonido por Segundo premio, dirigida por Isaki Lacuesta y Pol Rodríguez. Se la considera una de las primeras mujeres sonidistas de España.

## Trayectoria
Valiño se graduó de Licenciada en Ciencias de la Información y de Artes Escénicas en el Institut Superior d'Arts Escèniques i Aplicades de Barcelona (ISAEA), y durante cuatro años se desempeñó como creativa publicitaria en Costa Rica. Cursó estudios musicales en Nueva Orleans, junto al profesor Thomas Montgomery. Luego, estudió en la Escuela Internacional de Cine y Televisión de San Antonio de los Baños, en Cuba, donde se especializó en Sonido. Finalmente, inició su andadura en el cine, haciendo trabajos de sonido directo.
Valiño ha trabajado con directores de cine españoles, como: Jaime Rosales, Manuel Martín Cuenca, Icíar Bollaín, Pere Vilà, José María de Orbe, Mariano Barroso, Roger Gual, rusos, como: Víctor Kossakovsky, argentinos, como: Julio Wallovits; entre otros.
También se dedica a la investigación y a la docencia en la Universidad Autónoma de Barcelona, la Universidad Ramon Llull (Blanquerna) o la Escuela Superior de Cine y Audiovisuales de Cataluña, donde imparte cátedra sobre expresión sonora y análisis de bandas sonoras en el cine. Además, participa como ponente en eventos relacionados con el sonido cinematográfico.
Creó El bosque acústico, un proyecto formado por un conjunto de grabaciones en directo realizadas en espacios públicos abandonados.
La trayectoria profesional de Valiño ha sido reconocida con diferentes premios de la industria del cine, y es considerada como una de las primeras mujeres sonidistas de España.

## Premios y reconocimientos
En el 2003, recibió el Premio al mejor sonido, del 11º Certamen Nacional de Cortometrajes del Festival de cine de Medina del Campo (Medina Film Festival), por el corto En camas separadas, del director español, Javier Rebollo; que constaba de un trofeo y 200 euros. Este festival que forma parte de las actividades de la Semana de Cine de Medina del Campo, se celebra en Valladolid desde 1988 y consta de un certamen nacional e internacional de cortometrajes y otro dedicado a videoclips.
Ganó en el 2004 el Premio Goya al mejor sonido, por la película Te doy mis ojos, de la directora española Icíar Bollaín, que otorga la Academia de las Artes y las Ciencias Cinematográficas de España, desde el año 1987 a las mejores producciones cinematográficas estrenadas el año anterior. Este mismo año, también fue galardonada con el Premio de la Escuela Superior de Imagen y Sonido (CES) al mejor sonido, por el cortometraje de ficción, Adiós, del director Ignacio Gutiérrez Solana, que se otorga en el Festival de Cine de Alcalá de Henares (ALCINE).
También fue nominada a la categoría mejor sonido de los Premios Goya, por las películas: Caníbal, de Manuel Martín Cuenca en 2014, y Yuli, de Icíar Bollaín en 2019; y a los Premios Gaudí, en su X edición de 2018, por la película Verano 1993, de la directora Carla Simón, que se otorga a las mejores producciones cinematográficas catalanas del año, por la Academia del Cine Catalán.
En 2025, volvió a recibir el Premio Goya al mejor sonido, por la película Segundo premio, de Isaki Lacuesta y Pol Rodríguez, junto a sus compañeros, Diana Sagrista, Alejandro Castillo y Antonin Dalmasso.